# Microcytherura poligonia
Microcytherura poligonia is een mosselkreeftjessoort uit de familie van de Cytheruridae. De wetenschappelijke naam van de soort is voor het eerst geldig gepubliceerd in 1980 door Colalongo & Pasini.